# Robert P. Letcher
Robert Perkins Letcher, född 10 februari 1788 i Goochland County, Virginia, död 24 januari 1861 i Frankfort, Kentucky, var en amerikansk politiker och diplomat. Han var ledamot av USA:s representanthus 1823–1833 och 1834–1835 samt Kentuckys guvernör 1840–1844.
Letcher studerade juridik och inledde sin karriär som advokat i Lancaster i Kentucky. I början av sin politiska karriär var han demokrat-republikan och satt i Kentuckys representanthus 1813–1815 samt 1817. År 1823 tillträdde han som ledamot av USA:s representanthus. Efter fem mandatperioder i kongressen förlorade han ett omtvistat val mot Thomas P. Moore. Letcher överklagade valresultatet och mandatet förklarades vakant. Efter att ha segrat i fyllnadsvalet 1834 satt han på nytt i kongressen fram till mars 1835. Letcher var en av whigpartiets elektorer i presidentvalet 1836 och satt dessutom på nytt i Kentuckys representanthus 1836–1838.
Letcher efterträdde 1840 Charles A. Wickliffe som guvernör och efterträddes 1844 av William Owsley.
Letcher var chef för USA:s diplomatiska beskickning i Mexiko 1849–1852. Han avled år 1861 och gravsattes på Frankfort Cemetery i Frankfort. Letcher County har fått sitt namn efter Robert P. Letcher.